# Symlinks
symlinks es un programa informático de Shell de Unix, una herramienta que sirve para gestionar enlaces simbólicos en sistemas operativos basados en Unix.  Permite arreglar el tipo de problemas que surgen de la creación descuidada de dichos enlaces. Es una herramienta muy útil para mantenedores de sitios FTP, CDROMs y distribuciones GNU/linux. Symlinks escanea directorios de forma recursíva, busca enlaces rotos o dobles, comprueba, revela y repara defectos en el árbol del sistema de ficheros.